# Chikkabanavara, Arsikere
Chikkabanavara là một làng thuộc tehsil Arsikere, huyện Hassan, bang Karnataka, Ấn Độ.